# نيك كوهن
نيك كوهن (بالإنجليزية: Nick Cohen)‏ هو ناقد أدبي وصحفي وكاتب بريطاني، ولد في 1961 في مانشستر في المملكة المتحدة.

## وصلات خارجية
- الموقع الرسمي